# 里皮 (密蘇里州)
里皮（英語：Rippee）是位於美國密蘇里州道格拉斯縣的鬼鎮。

## 歷史
里皮的郵局於1892年設立，其後於1936年停運。

## 地理
里皮所處的海拔為高於海平面239米（即784英呎），而該地所採用的時區為UTC-6，即北美中部時區（CST）。同時該地設有夏令時間，為UTC-6調快一小時，即UTC-5（CDT）。